# Hans Landauer

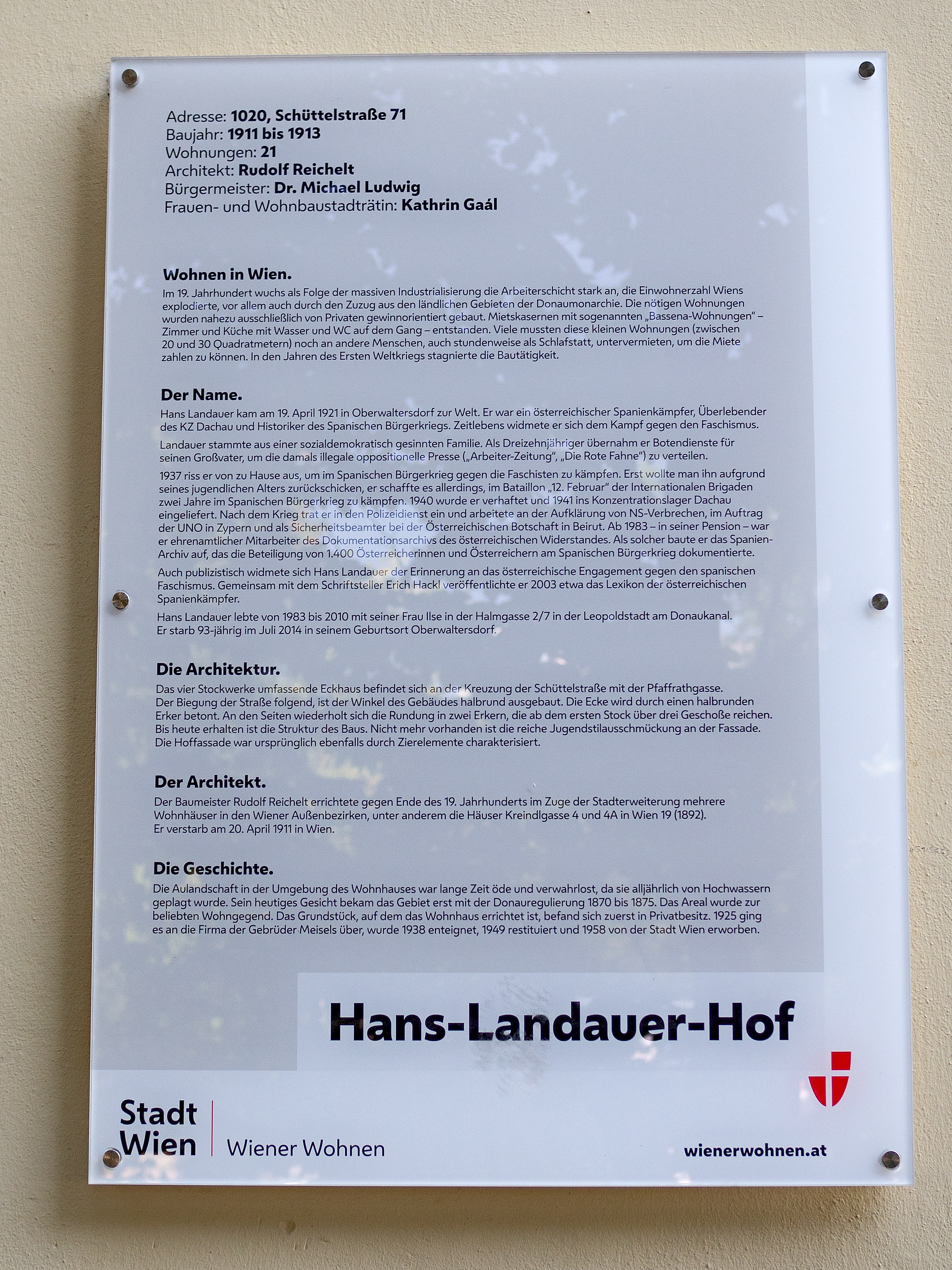
Gedenktafel zur Erinnerung an den Spanienkämpfer Hans Landauer (1921–2014) an der Fassade einer städtischen Wohnanlage in Wien

Hans Karl Landauer (* 19. April 1921 in Oberwaltersdorf; † 19. Juli 2014 ebenda) war ein österreichischer Spanienkämpfer, Überlebender des KZ Dachau und Historiker des Spanischen Bürgerkriegs.

## Leben und Wirken

### Kindheit
Hans Landauer wurde am 19. April 1921 als uneheliches Kind der Maria Katharina Operschall (* 28. August 1903 in Oberwaltersdorf; † 2. September 1985 ebenda) und des Fabrikschlossers Johann Landauer (* 20. März 1902 in Alhó (damals noch in Transleithanien); † ?) in Oberwaltersdorf geboren und am 1. Mai 1921 auf den Namen Hans Karl getauft. Die Kindeseltern, die zur Geburt ihres Sohnes beide erst 18 Jahre alt waren, heirateten am 1. März 1924 in der Wiener Paulanerkirche und Johann Landauer erkannte laut Taufbucheintrag auch die Vaterschaft an. 1928 wanderte der Vater nach Kanada aus.
Hans Landauer stammte aus einer sozialdemokratisch gesinnten Familie. Ein Großvater war bis zum Verbot der Sozialdemokratischen Arbeiterpartei Österreichs 1934 Bürgermeister von Oberwaltersdorf. Ein weiterer Großvater war Bürgermeister in Tattendorf und ein Onkel (Karl Operschall) war sozialdemokratischer Landtagsabgeordneter in der Steiermark. Landauer selbst war schon als Kind Mitglied der Kinderfreunde und, nachdem er 14 Jahre alt geworden war, der Roten Falken, der 1925 gegründeten sozialdemokratischen Jugendorganisation. Davor gehörte er bereits den sogenannten „Jungfalken“ an. In der Illegalität übernahm er, mit dreizehn Jahren, Botendienste für seinen Großvater, um die in Brünn hergestellte und nach Österreich geschmuggelte oppositionelle Presse (Arbeiter-Zeitung, Die Rote Fahne) zu verteilen. Landauer bezeichnete diese Aufgabe als „Hineinwachsen in den antifaschistischen Kampf“.

### Spanischer Bürgerkrieg
Als 1936 der Spanische Bürgerkrieg ausbrach, beschloss Landauer, die spanische Volksfront zu unterstützen. Am 19. Juni 1937 riss der Weberlehrling von zu Hause aus, um mit nur 16 Jahren in den Reihen der Internationalen Brigaden in Spanien zu kämpfen. Er fuhr mit dem Zug nach Frankreich, wo ihn sein Kontaktmann wegen seines jugendlichen Alters nach Hause schicken wollte, auch dann noch, als Landauer behauptete, schon 18 Jahre alt zu sein. Erst als Landauer zu bedenken gab, dass er im austrofaschistischen Ständestaat Österreich sicher vernommen werden würde und unter Schlägen etwas über die Transportorganisation verraten könnte, wurde ihm die Weiterreise nach Spanien ermöglicht. Dort kämpfte er in der Maschinengewehrkompanie des Österreichischen Bataillons 12. Februar im Verband der XI. Internationalen Brigade und im Spezialbataillon der 35. Division. Am 4. September 1937 wurde er bei Mediana verwundet, ab 6. Oktober 1937 wurde er wegen einer Typhuserkrankung in den Spitälern Tarragona, Reus und Valls versorgt. Nach dem Rückzug der Internationalen Brigaden am 24. September 1938 hielt er sich in Bisaura de Ter (aktuell Sant Quirze de Besora, Katalonien) auf, wo er sich zum sogenannten Zweiten Einsatz meldete, bei dem deutsche und österreichische Freiwillige den Vormarsch der Franco-Truppen verzögern wollten. Am 9. Februar 1939 überschritt Landauer die Grenze zu Frankreich.

### KZ Dachau
In Frankreich wurde Landauer, zusammen mit spanischen Flüchtlingen, Angehörigen der republikanischen Volksarmee und internationalen Freiwilligen, in den Lagern Saint-Cyprien, Gurs und Argelès-sur-Mer interniert. Im November 1940 erfolgte seine Verhaftung in Paris. Nach der Überstellung in das Wiener Gefangenenhaus Roßauerlände, das wegen seiner Lage an der Elisabethpromenade im Volksmund „Liesl“ genannt wurde (heute das Polizeianhaltezentrum Wien Rossauer Lände), wo er „zur Verfügung der Gestapo“ einsaß, wurde er am 6. Juni 1941 in das KZ Dachau eingeliefert – ein Schicksal, das insgesamt 384 österreichische Spanienkämpfer traf. Dank der Lagersolidarität wurde er der Kunstformerei des Außenkommandos Porzellanmanufaktur Allach zugeteilt, in dem die Lebens- und Arbeitsbedingungen vergleichsweise günstig waren. Besondere Verdienste erwarb er sich in der Betreuung republikanischer Spanier, die aus dem KZ Mauthausen nach Dachau überstellt wurden. Nach der Befreiung am 29. April 1945 trat er die Heimreise nach Österreich an.

### Nachkriegszeit
Nach seiner Rückkehr arbeitete Landauer als Polizist in der Sicherheitsdirektion Niederösterreich, dann bei der Kripo Wien (18. Abteilung im Bundesministerium für Inneres). Aus der KPÖ trat er 1949 aus. Schließlich war er als Angehöriger des UNO-Polizeikontingents in Zypern und als Sicherheitsbeamter an der Österreichischen Botschaft in Beirut tätig. Seit 1983 war er Mitarbeiter des Dokumentationsarchivs des österreichischen Widerstandes, in dem er mit detektivischem Gespür ein umfangreiches Archiv über die 1.400 österreichischen Spanienkämpfer angelegt hat. Seit 1991 war er Obmann der „Vereinigung österreichischer Freiwilliger in der Spanischen Republik 1936–1939 und der Freunde des demokratischen Spanien“.
Sein Geburts- und Elternhaus in der Trumauerstraße 36 ist bereits in fünfter Generation in Familienbesitz und auch Hans Landauer lebte zuletzt in Oberwaltersdorf. In erster Ehe war er ab 7. Juli 1946 mit Hermine Pachler, einer späteren Oberwaltersdorfer Volksschuldirektorin, verheiratet. Mit ihr hatte er zu seinen Lebzeiten vier Kinder sowie acht Enkelkindern und zwei Urenkeln. Am 25. Juli 1979 trat er aus der katholischen Kirche aus und war ab 3. Dezember 1984 in zweiter Ehe mit Ilse Charlotte Justine Rest verheiratet. Von 1983 bis 2010 hatte er mit seiner zweiten Frau in der Halmgasse 2/7 in Wien-Leopoldstadt am Donaukanal gelebt.
Hans Landauer starb am 19. Juli 2014 im engsten Familienkreis in seiner Heimatgemeinde Oberwaltersdorf.

## Trivia
Hans Landauer ist die Hauptfigur im Roman Aasplatz – Eine Unschuldsvermutung von Manfred Wieninger. Als Kriminal-Bezirksinspektor des Innenministeriums untersucht er dabei die Massaker an ungarischen Juden, die 1945 im Zuge des Baus des Südostwalls im südburgenländischen Jennersdorf stattfanden.

## Ehrungen
1977 erhielt Landauer das Ehrenzeichen für Verdienste um die Befreiung Österreichs.
Nach einem Antrag der Grünen und der SPÖ im Jahr 2019 zur Umbenennung des in den Jahren 1911 bis 1913 errichteten Gemeindebaus auf der Adresse Schüttelstraße 71, der sich nur zwei Gehminuten von Landauers letzter Wohnadresse in Wien befand, wurde die Umbenennung im November 2019 beschlossen. Am 15. Oktober 2020 erhielt der Gemeindebau den Namen Hans-Landauer-Hof, wobei an der Hausfassade auch eine Erinnerungstafel zu Ehren Landauers angebracht wurde. Der Bau wurde an die gemeindeeigene WISEG übertragen und fungiert nicht mehr als Gemeindebau.

## Film
- Der Spanienkämpfer. Hans Landauer – Gegen Faschismus und Vergessen. Regie: Wolfgang Rest. Österreich 2006[12]
- Letzte Hoffnung Spanien. Protokolle einer Odyssee. Regie: Karin Helml und Hermann Peseckas. Österreich 2006
- „Wir kämpften für Spanien“ – von Ottakring zum Ebro. Regie: Tom Matzek. Österreich 1998
- Hafners Paradies. Dokumentarfilm, Deutschland, 2007, Regie: Günter Schwaiger. Der Film enthält die Begegnung Landauers mit dem ehemaligen SS-Mann Paul Hafner.
- Hans Landauer – Spanienkämpfer und Überlebender des KZ Dachau (Oral Video History. Österreicherinnen und Österreicher im Widerstand gegen das Dritte Reich. Projekt am Institut für Publizistik- und Kommunikationswissenschaft der Universität Wien, 1988 bis 1996.)